# Klaus Auhuber
Klaus „Butzi“ Auhuber (* 28. Oktober 1951 in Landshut) ist ein ehemaliger deutscher Eishockeyspieler, der den Großteil seiner Karriere beim EV Landshut verbracht hat. Mit der deutschen Nationalmannschaft gewann der Verteidiger bei den Olympischen Winterspielen 1976 die Bronzemedaille. Für seine Verdienste um das deutsche Eishockey wurde er in die Hall of Fame Deutschland aufgenommen.

## Karriere

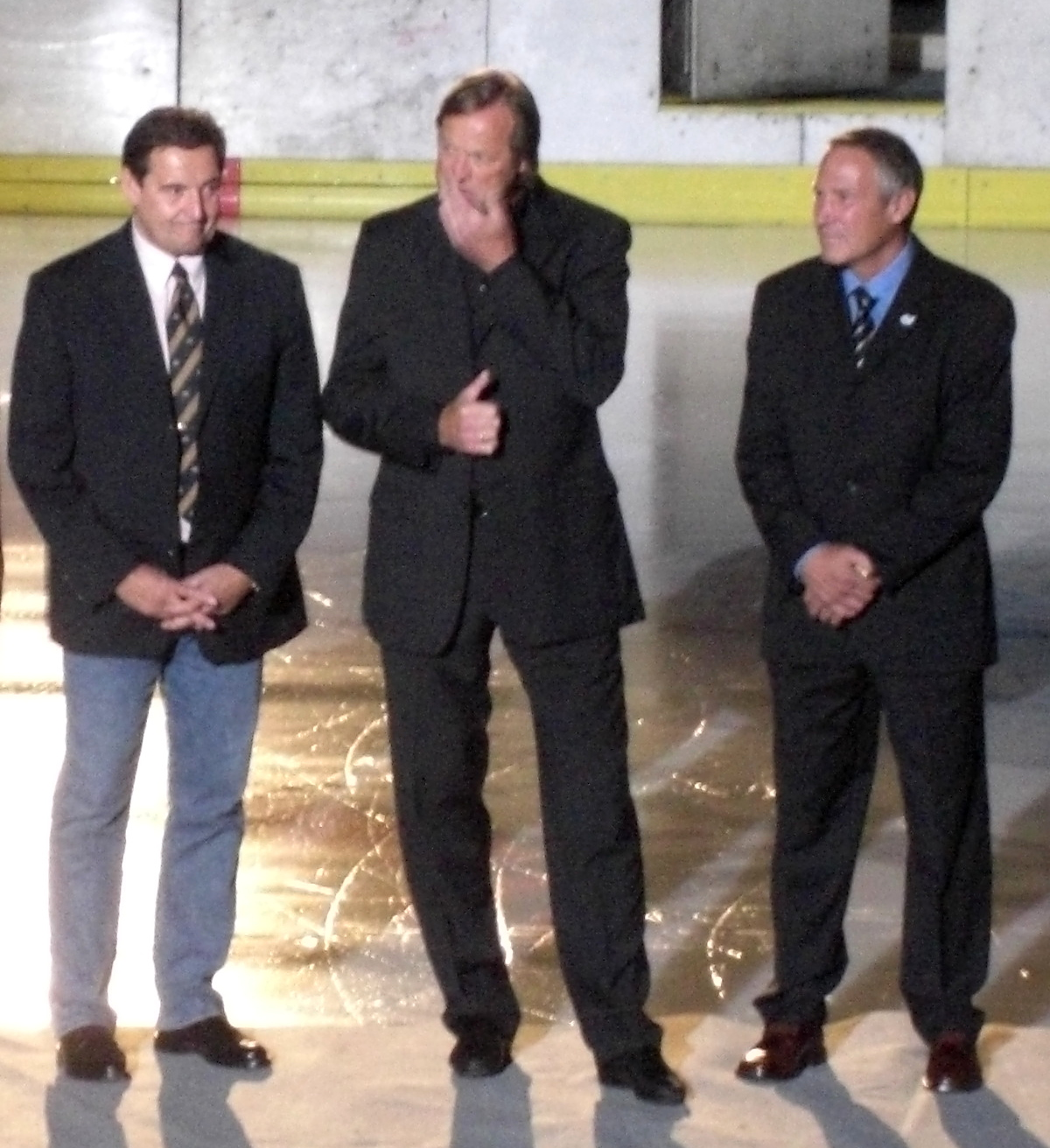
Klaus Auhuber (links) mit Erich Kühnhackl und Alois Schloder im Jahr 2010

Aus dem Nachwuchs des EV Landshut (EVL) stammend spielte Klaus Auhuber ab der Saison 1970/71 in der 1. Mannschaft des EVL in der Bundesliga. Nachdem er in den Jahren 1974 und 1976 bereits Vizemeister geworden war, feierte er in der Saison 1982/83 die Deutsche Meisterschaft mit dem EVL. Zur Spielzeit 1984/85 wechselte er zum ECD Iserlohn, kehrte aber schon ein Jahr später zu seinem Heimatverein zurück. Nach drei weiteren Jahren in Landshut beendete er 1988 zunächst seine aktive Spielerkarriere. In Anerkennung seiner Verdienste um den EVL wird die Trikotnummer 7 durch den Verein nicht mehr vergeben.
In der Saison 1988/89 spielte er in der Oberliga Nord für den 1. EHC Hamburg, für den er Ende 1989 nochmals für wenige Spiele in der 2. Liga Nord einsprang.
Nach dem Ende seiner Spielerkarriere war Auhuber Anfang der 1990er Jahre kurzzeitig Cheftrainer des Deggendorfer EC.

### International
Auhuber kam ab 1974 regelmäßig in der deutschen Nationalmannschaft zum Einsatz und nahm an mehreren internationalen Turnieren teil. Bei der B-Weltmeisterschaft 1975 gelang ihm mit dem Team der Aufstieg in die A-Gruppe. Bei den Olympischen Winterspielen 1976 trug er einen Treffer zum Gewinn der Bronzemedaille bei. Auch bei den Olympischen Winterspielen 1980 war er Teil des deutschen Teams. Anschließend endete seine Nationalmannschaftskarriere.

## Erfolge und Auszeichnungen
- 1974 Deutscher Vizemeister mit dem EV Landshut
- 1976 Deutscher Vizemeister mit dem EV Landshut
- 1983 Deutscher Meister mit dem EV Landshut
- 1984 Deutscher Vizemeister mit dem EV Landshut
- 1988 Aufnahme in die Hall of Fame Deutschland

### International
- 1976 Bronzemedaille bei den Olympischen Winterspielen
- 1976 Silbernes Lorbeerblatt[1]

## Karrierestatistik

### International
Vertrat Deutschland bei:
| - B-Weltmeisterschaft 1974 - B-Weltmeisterschaft 1975 - Olympische Winterspiele 1976 - Weltmeisterschaft 1977 | - Weltmeisterschaft 1978 - Weltmeisterschaft 1979 - Olympische Winterspiele 1980 |

(Legende zur Spielerstatistik: Sp oder GP = absolvierte Spiele; T oder G = erzielte Tore; V oder A = erzielte Assists; Pkt oder Pts = erzielte Scorerpunkte; SM oder PIM = erhaltene Strafminuten; +/− = Plus/Minus-Bilanz; PP = erzielte Überzahltore; SH = erzielte Unterzahltore; GW = erzielte Siegtore; 1 Play-downs/Relegation; Kursiv: Statistik nicht vollständig)